# Geodena flaviventer
Geodena flaviventer es una especie de polilla de la familia Geometridae, descrita por primera vez por William Warren en 1909, con distribución endémica en la República del Congo. El holotipo de la especie fue descrita en el sector Luebo de la provincia de Kasai, a nivel del río Kasai, en la antigua República de Zaire.

## Descripción
Es una polilla mediana con una envergadura de unos 35 milímetros (1,4 plg). Tiene gran parecido con la Geodena funesta, excepto en los tintes oscuros que no son tan profundamente negros. El borde exterior del ala trasera se continúa hasta el ángulo anal, mientras que G. funesta tiene dos manchas negras aisladas por delante del ala. El tórax y el abdomen son más grisáceos y el vientre es amarillo en lugar de blanco en G. flaviventer.